# Patriot Rail
Patriot Rail ist ein amerikanisches Holdingunternehmen im Bereich Schienenverkehr mit Sitz in Jacksonville. Neben dem Betrieb verschiedener Bahngesellschaften werden auch weitere schienennahe Dienstleistungen angeboten.

## Geschichte
Das Unternehmen wurde 2005 von Gary O. Marino (vormals RailAmerica) in Boca Raton gegründet um Bahngesellschaften zu erwerben und zu betreiben. Der erste Erwerb war 2006 die Tennessee Southern Railroad von der Shortlines Inc. 2007 folgte mit der Rarus Railway die zweite Gesellschaft. Diese erhielt nach dem Erwerb ihre altbekannte Bezeichnung Butte, Anaconda and Pacific Railway zurück. 2008 wurden die Utah Central und die Louisiana and North West erworben.
2008 wurde die Sacramento Valley Railroad und 2009 die Temple and Central Texas Railway gegründet, um Industrieparks in McClellan Park (Kalifornien) und in Temple (Texas) zu erschließen. 2008 wurde versucht die Sierra Northern Railroad und Sierra Railroad zu übernehmen. Dieses Geschäft scheiterte. Auf Grund von Vertragsverletzungen musste Patriot Rail rund 52,7 Millionen Dollar Schadensersatz zahlen.
Von 2010 bis 2015 betrieb sie im Auftrag des Staates North Carolina die Piedmont and Northern Railroad.
Zum Jahresende 2010 erfolgte die größte Erwerbung von Patriot Rail. Vom Holzindustriekonzern Weyerhaeuser wurden sechs Bahngesellschaften mit rund 800 Streckenkilometer übernommen. Außerdem wurde weiteres für den Betrieb erforderliches Anlagevermögen, wie 28 Lokomotiven, 300 eigene und 2.500 gepachtete Güterwagen, Grundstücke, Büros und Werkstätten übernommen.
Im Mai 2012 wurde die Kingman Terminal Railroad gegründet um einen Industriepark in Kingman (Arizona) zu betreiben.
Außerdem wurde im Mai 2012 Patriot Rail vom Infrastrukturunternehmen SteelRiver Infrastructure Partners erworben. Damit einher ging ein Führungswechsel im Unternehmen. Ab Juni 2012 war John E. Fenton Chief Executive Officer und ab Dezember 2012 Dennis D. Marzec Präsident. Außerdem wurde der Unternehmenssitz nach Jacksonville verlegt. Nach der Übernahme wurde der Betrieb von Häfen durch die Unternehmen Seaonus/Portus Patriot Rail zugeordnet, später einer separaten Schwestergesellschaft Patriot Port Holdings LLC („Patriot Ports“). 
2015 wurde gemeinsam mit SR Transportation Holdings (Steel River-Tochter) die Georgia Northeastern Railroad erworben.
Im August 2019 erwarb Igneo Infrastructure Partners, ein Konsortium aus First Sentier Investors (Teil von Mitsubishi UFJ Financial Group) und MidRail (Gilbert H. Lamphere (ehemals Prospect Group: MidSouth, Illinois Central)) das Unternehmen, nachdem Steel River schon seit Anfang des Jahres nach einem Käufer suchte.
Im Oktober 2020 wurde die bisher eigenständige Class-III-Gesellschaft Salt Lake Garfield and Western Railway erworben.
Am 17. Juni 2021 wurde der Verkauf der Patriot Port Holdings LLC an die Enstructure LLC, Betreiber mehrere Häfen, bekanntgegeben. Am 8. August 2022 wurde die Übernahme von Pioneer Lines bekanntgegeben. Am 27. September 2022 wurde die Delta Southern Railroad erworben.

## Bahngesellschaften
| Name                                         | seit im Besitz | Bemerkung                                                                                            |
| -------------------------------------------- | -------------- | --- |
| Butte, Anaconda and Pacific Railway (BAP)    | 2007           | ex Rarus Railway                                                                                     |
| Columbia and Cowlitz Railway (CLC)           | 2010           | von Weyerhaeuser                                                                                     |
| DeQueen and Eastern Railroad (DQE)           | 2010           | von Weyerhaeuser                                                                                     |
| Georgia Northeastern Railroad (GNRR)         | 2015           | 1987 gegründet, gepachtete CSX-Strecken, ehemals Wilds Pierce                                        |
| Golden Triangle Railroad (GTRA)              | 2010           | von Weyerhaeuser                                                                                     |
| Mississippi and Skuna Valley Railroad (GTRA) | 2010           | von Weyerhaeuser, 2011 eingestellt                                                                   |
| Kingman Terminal Railroad (KGTR)             | 2012           | von BNSF                                                                                             |
| Louisiana and North West Railroad (LNW)      | 2008           | |
| Sacramento Valley Railroad (SAV)             | 2008           | McClellan Park (Kalifornien)                                                                         |
| Temple and Central Texas Railway (TC)        | 2009           | Central Pointe Rail Park in Temple (Texas)                                                           |
| Tennessee Southern Railroad (TSRR)           | 2006           | 1989 gegründet, ehemalige Strecken von Norfolk Southern und CSX                                      |
| Utah Central Railway (UCRY)                  | 2008           | |
| West Belt Railway (WBRW)                     | 2015           | Betrieb einer von der Terminal Railroad Association of St. Louis (TRRA) gepachteten Strecke          |
| Piedmont and Northern Railroad               | 2010           | Betrieb im Auftrag des Staates North Carolina von 2010 bis 2015                                      |
| Patriot Woods Railroad (CLC)                 | 2010           | von Weyerhaeuser, vorher Weyerhaeuser Woods Railroad, Betrieb zusammen mit der CLC, 2015 eingestellt |
| Texas, Oklahoma and Eastern Railroad         | 2010           | von Weyerhaeuser, Betrieb durch die DeQueen and Eastern Railroad                                     |
| Salt Lake, Garfield and Western Railway      | 2020           | |

## Unternehmensleitung
- Chairman
  - 2004 bis 18. Juni 2012: Gary O. Marino
  - Juni 2012 bis Oktober 2019: John E. Fenton

- Chief Executive Officer
  - 2004 bis 18. Juni 2012: Gary O. Marino
  - Juni 2012 bis Juni 2024: John E. Fenton
  - ab 17. Juni 2024: Brandy Christian

- Präsident/Chief Operating Officer
  - 2004 bis 18. Juni 2012: Gary O. Marino
  - Dezember 2012 bis Oktober 2022: Dennis D. Marzec
  - seit Oktober 2022: Jerry Hall